# Burton (Carolina do Sul)
Burton é uma Região censo-designada localizada no estado norte-americano de Carolina do Sul, no Condado de Beaufort.

## Demografia
Segundo o censo norte-americano de 2000, a sua população era de 7180 habitantes.

## Geografia
De acordo com o United States Census Bureau tem uma área de 
28,9 km², dos quais 28,6 km² cobertos por terra e 0,3 km² cobertos por água.

## Localidades na vizinhança
O diagrama seguinte representa as localidades num raio de 12 km ao redor de Burton. 